# 福永 (小惑星)
福永（ふくなが、11495 Fukunaga）は、小惑星帯にある小惑星。北海道の円舘金と渡辺和郎が発見した。
山口県のアマチュア天文家、福永泰俊から名付けられた。